# (10371) Gigli
(10371) Gigli (1995 DU3) – planetoida z pasa głównego asteroid okrążająca Słońce w ciągu 3,71 lat w średniej odległości 2,4 j.a. Odkryta 27 lutego 1995 roku.